# Kileskus
Kileskus ist eine Gattung theropoder Dinosaurier aus der Gruppe der Tyrannosauroidea. Bisher sind lediglich fragmentarische Kieferknochen sowie Knochen der Finger und des Fußes bekannt, die im westlichen Sibirien in Russland gefunden wurden und aus dem Mitteljura (Bathonium) stammen. Damit handelt es sich um einen der ältesten bekannten Vertreter der Tyrannosauroidea und der übergeordneten Gruppe Coelurosauria.
Kileskus wurde 2010 von Averianov und Kollegen mit der einzigen Art, Kileskus aristotocus, erstmals wissenschaftlich beschrieben. Diese Forscher ordnen Kileskus der Proceratosauridae zu, einer Gruppe innerhalb der Tyrannosauroidea, welche des Weiteren die Gattungen Guanlong und Proceratosaurus umfasst.

## Merkmale

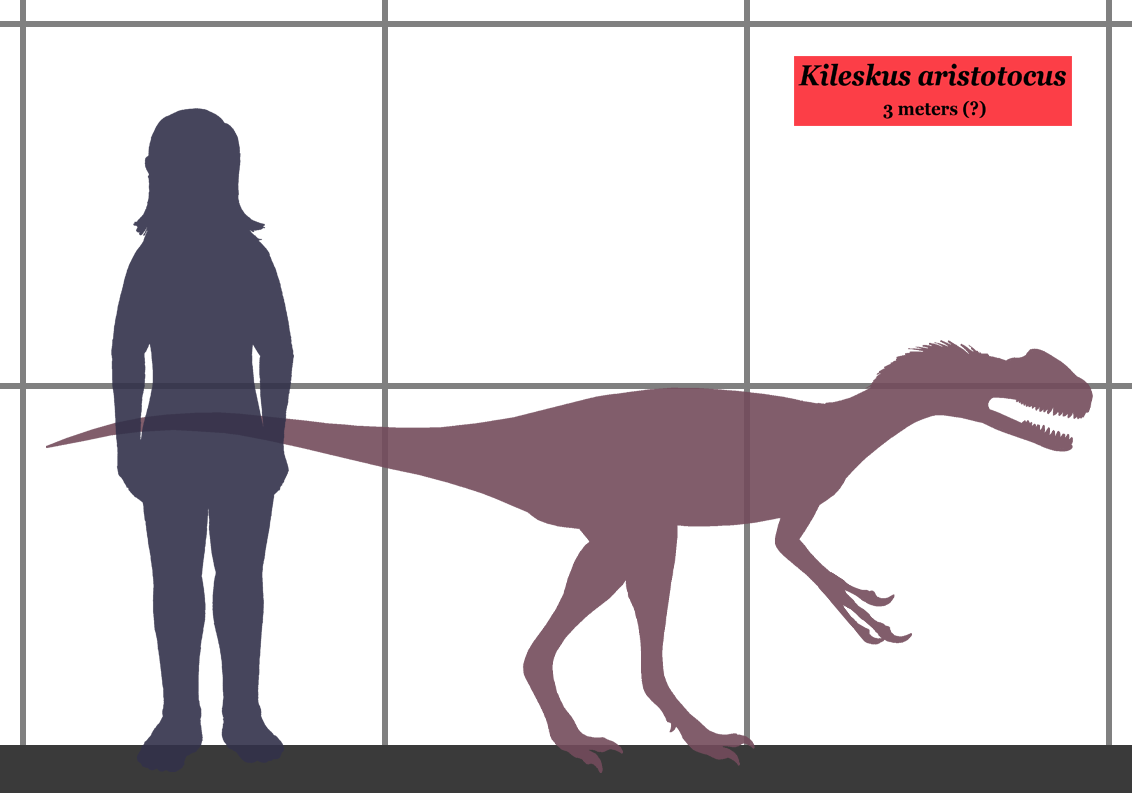
Kileskus im Größenvergleich mit einem Menschen

Die Proceratosauridae zeichnen sich durch einen auffälligen Schädelkamm aus, dessen Anwesenheit bei Kileskus jedoch – geschuldet den sehr fragmentarischen Überresten – nicht bestätigt werden kann. Da jedoch die beiden anderen Vertreter der Proceratosauridae einen Kamm zeigten, vermuten die Forscher einen solchen auch bei Kileskus (Prinzip der phylogenetischen Umklammerung).
Im paarigen Zwischenkieferbein (Prämaxillare), einem vor dem Oberkiefer sitzenden Knochen, befanden sich je vier Zähne; im etwa 29 cm langen Oberkiefer saßen je 17 Zähne. Damit unterscheidet sich Kileskus von Proceratosaurus, der je 22 Zähne im Oberkiefer aufwies. Einzigartig unter verwandten Gattungen war der Verlauf eines nach oben orientierten Knochenkamms am Oberkiefer.

## Fund und Namensgebung
Die Fossilien schließen einen fragmentarischen rechten Oberkiefer (Holotyp, Exemplarnummer ZIN PH 5/117), ein linkes Zwischenkieferbein, ein Fragment eines linken Surangulare (einem Knochen des Unterkiefers), einen Mittelhandknochen, ein Fingerglied, zwei Mittelfußknochen, einen Zehenknochen sowie eine Fußkralle mit ein.
Diese Fossilien – entdeckt im Berezovsk-Steinbruch im Distrikt Sharypovo in der Region Krasnojarsk im westlichen Sibirien – wurden verteilt auf einer Fläche von 1 bis 2 Quadratmetern vorgefunden. Sie stammen aus den grauen Tonen der oberen Itat-Formation, deren diverse Wirbeltierfauna unter anderem Dinosaurier, Pterosaurier, Krokodile, Schildkröten, Eidechsen und verschiedene Säugetiere umfasst.
Der Name Kileskus stammt aus der Chakassischen Sprache und bedeutet „Eidechse“. Der zweite Teil des Artnamens, aristotocus, (altgriechisch άριστότοκος, – „von erhabenem Ursprung“) weist auf die systematische Position innerhalb der fortgeschrittenen Theropoden-Gruppe Coelurosauria.

## Systematik
Kileskus wird als basaler Porceratosauridae gezählt. Weitere Gattungen dieser Familie sind Proceratosaurus, Guanlong und Sinotyrannus. Die Proceratosauriden sind eine Gruppe der Tyrannosauroidea, wobei das Schwestertaxon abgeleitete Tyrannosauroidea sind, die unter anderem Dilong und Tyrannosaurus umfassen.
|  | Guanlong                                                         |
|  |                                                                  |
|  | \| \| Proceratosaurus \| \| \| \| \| \| Sinotyrannus \| \| \| \| |
|  |                                                                  |
|  | Proceratosaurus                                                  |
|  |                                                                  |
|  | Sinotyrannus                                                     |
|  |                                                                  |

|  | Proceratosaurus |
|  |                 |
|  | Sinotyrannus    |
|  |                 |

|  | Guanlong                                                         |
|  |                                                                  |
|  | \| \| Proceratosaurus \| \| \| \| \| \| Sinotyrannus \| \| \| \| |
|  |                                                                  |
|  | Proceratosaurus                                                  |
|  |                                                                  |
|  | Sinotyrannus                                                     |
|  |                                                                  |

|  | Proceratosaurus |
|  |                 |
|  | Sinotyrannus    |
|  |                 |

|  | abgeleitete Tyrannosauroidea (z. B. Dilong, Tyrannosaurus) |
|  |                                                            |

|  | Guanlong                                                         |
|  |                                                                  |
|  | \| \| Proceratosaurus \| \| \| \| \| \| Sinotyrannus \| \| \| \| |
|  |                                                                  |
|  | Proceratosaurus                                                  |
|  |                                                                  |
|  | Sinotyrannus                                                     |
|  |                                                                  |

|  | Proceratosaurus |
|  |                 |
|  | Sinotyrannus    |
|  |                 |

|  | Guanlong                                                         |
|  |                                                                  |
|  | \| \| Proceratosaurus \| \| \| \| \| \| Sinotyrannus \| \| \| \| |
|  |                                                                  |
|  | Proceratosaurus                                                  |
|  |                                                                  |
|  | Sinotyrannus                                                     |
|  |                                                                  |

|  | Proceratosaurus |
|  |                 |
|  | Sinotyrannus    |
|  |                 |

|  | abgeleitete Tyrannosauroidea (z. B. Dilong, Tyrannosaurus) |
|  |                                                            |